# 브래드 레이더

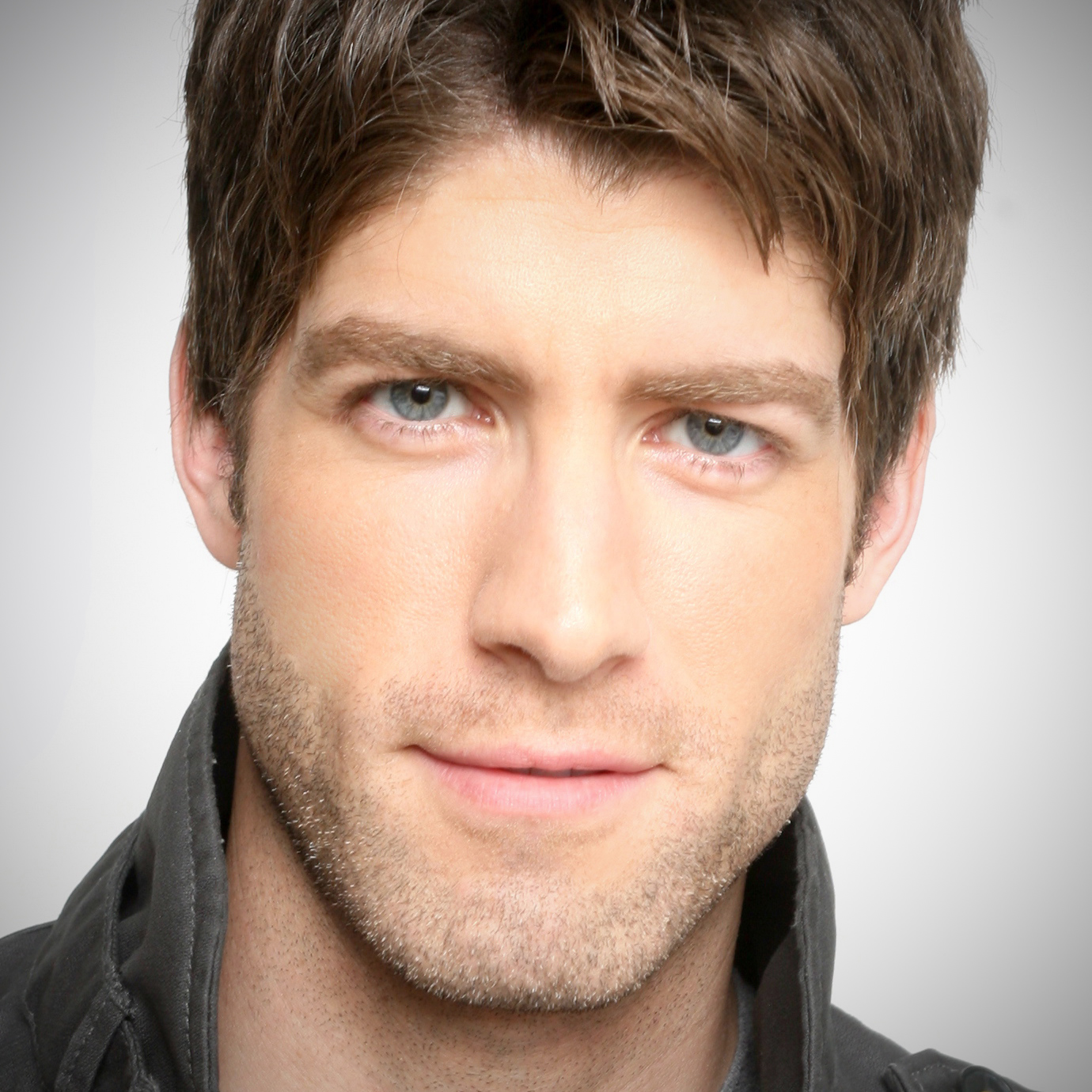

브래드 레이더(Brad Raider, 1975년 4월 28일 ~ )는 미국의 배우이다.
필라델피아에서 태어났다.

## 영화
- 25 힐 (2011년)
- 어메리커나이징 쉘리 (2007년)
- 올드 와이브즈 테일 (2006년) - 댄 역
- 그리너 마운틴 (2005년)
- 커플링 (2003년)
- 스트레인지 로이어 (2001년)